# أوسكار بلانو
أوسكار بلانو (بالإسبانية: Óscar Plano) هو لاعب كرة قدم إسباني في مركز الهجوم، ولد في 11 فبراير 1991 في مدريد في إسبانيا. لعب مع ريال بلد الوليد وريال مدريد ج وريال مدريد كاستيا وريال مدريد ونادي ألكوركون.

## وصلات خارجية
- أوسكار بلانو على موقع قاعدة بيانات كرة القدم.إي يو (الإنجليزية)
- أوسكار بلانو على موقع Soccerbase.com (لاعب) (الإنجليزية)
- أوسكار بلانو على موقع Soccerway.com (الإنجليزية)
- أوسكار بلانو على موقع AS.com (الإسبانية)